# Henrik Ravn Jensen
Henrik Ravn Jensen (* 21. September 1965 in Horsens) ist ein ehemaliger dänischer Fußballspieler.

## Karriere
Jensen spielte in Dänemark bei Vejle BK, bevor er 1986 in die deutsche Bundesliga zu Fortuna Düsseldorf wechselte. In der Saison 1987/88 war Jensen mit sieben Toren der beste Torschütze seines Teams, im Sturm spielte er unter anderem neben Sven Demandt, Michael Blättel und Michael Preetz. Fortuna wurde Vorletzter in der Endtabelle und stieg ab. In der nächsten Spielzeit lief Jensen für die Fortuna in der 2. Bundesliga auf und absolvierte sechs Spiele. Anschließend wechselte er zurück zum Vejle BK. Von dort folgten Stationen bei Esbjerg fB und dem AC Horsens.